# Adapter pattern
Trong công nghệ phần mềm, Adapter pattern(mẫu thiết kế tiếp hợp) là một mẫu thiết kế tiếp hợp cho phép chuyển đổi một interface có sẵn thành một interface khác thích hợp cho lớp đang viết. Một adapter cho phép các lớp làm việc với nhau, mà bình thường là không thể do sự không tương thích về interfaces, bằng cách bao đóng interface của riêng nó cho phù hợp với một lớp có sẵn.
Có hai loại mẫu điều hợp (adapter pattern):
- Loại Object Adapter pattern - Trong loại mẫu adapter pattern này thì adapter chứa một thể hiện của lớp mà nó bao đóng. Trong tình huống này thì adapter sẽ thực hiện việc gọi hàm đến đối tượng thể hiện được bao đóng đó để thực hiện tác vụ cần thiết.

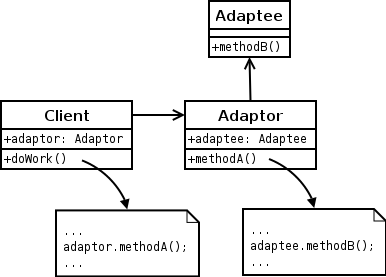
Mẫu Object Adapter biểu diễn bằng UML. Đối tượng adapter che giấu interface của adaptee khỏi client.

- Loại Class Adapter pattern - Loại adapter này dùng đa kế thừa để đạt được mục đích này. Đối tượng adapter này được tạo ra bằng cách kế thừa các interfaces từ cả interface mong đợi và interface đã có sẵn. Đối tượng của mẫu Adapter rất hay được dùng ở các ngôn ngữ phổ biến, như Java, không được hỗ trợ đa kế thừa thực vì các nhà thiết kế các ngôn ngữ này cho rằng chúng là những thói quen không tốt.

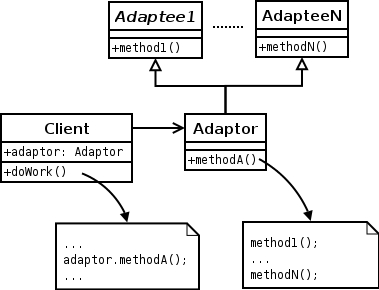
Mẫu Class Adapter biểu diễn bằng UML.

Mẫu adapter rất hữu ích trong những tình huống khi tồn tại sẵn một lớp cung cấp một số hay toàn bộ dịch vụ mà bạn cần nhưng không có interface mà bạn cần. Một ví dụ tốt trong cuộc sống thực là một adapter chuyển interface của một Document Object Model từ một tài liệu XML thành một cấu trúc cây mà có thể hiển thị. Một liên kết đến một hướng dẫn sử dụng mẫu thiết kế được liệt kê ở bên dưới.

## Ví dụ - Class Adaptor1
```
 
/**

 * Java code sample 

 */

 

 
interface
 
Stack

 
{

  
void
 
push
 
(
Object
);

  
Object
 
pop
 
();

  
Object
 
top
 
();

 
}

 

 
/* DoubleLinkedList */

 
class
 
DList

 
{

  
public
 
void
 
insert
 
(
DNode
 
pos
,
 
Object
 
o
)
 
{...
 
}

  
public
 
void
 
remove
 
(
DNode
 
pos
,
 
Object
 
o
)
 
{...
 
}

  

  
public
 
void
 
insertHead
 
(
Object
 
o
)
 
{...
 
}

  
public
 
void
 
insertTail
 
(
Object
 
o
)
 
{...
 
}

  

  
public
 
Object
 
removeHead
 
()
 
{...
 
}

  
public
 
Object
 
removeTail
 
()
 
{...
 
}

  

  
public
 
Object
 
getHead
 
()
 
{...
 
}

  
public
 
Object
 
getTail
 
()
 
{...
 
}

 
}

 

 
/* Adapt DList class to Stack interface */

 
class
 
DListImpStack
 
extends
 
DList
 
implements
 
Stack

 
{

  
public
 
void
 
push
 
(
Object
 
o
)
 
{

 
insertTail
 
(
o
);

  
}

  

  
public
 
Object
 
pop
 
()
 
{

 
return
 
removeTail
 
();

  
}

  

  
public
 
Object
 
top
 
()
 
{

 
return
 
getTail
 
();

  
}

 
}

```

## Ví dụ - Object Adapter
```
 
/**

 * Java code sample

 */

 

 
interface
 
Stack

 
{

  
void
 
push
 
(
Object
 
o
);

  
Object
 
pop
 
();

  
Object
 
top
 
();

 
}

 

 
/* DoubleLinkedList */

 
class
 
DList

 
{

  
public
 
void
 
insert
 
(
DNode
 
pos
,
 
Object
 
o
)
 
{...
 
}

  
public
 
void
 
remove
 
(
DNode
 
pos
,
 
Object
 
o
)
 
{...
 
}

  

  
public
 
void
 
insertHead
 
(
Object
 
o
)
 
{...
 
}

  
public
 
void
 
insertTail
 
(
Object
 
o
)
 
{...
 
}

  

  
public
 
Object
 
removeHead
 
()
 
{...
 
}

  
public
 
Object
 
removeTail
 
()
 
{...
 
}

  

  
public
 
Object
 
getHead
 
()
 
{...
 
}

  
public
 
Object
 
getTail
 
()
 
{...
 
}

 
}

 

 
/* Adapt DList class to Stack interface */

 
class
 
DListStack
 
implements
 
Stack
 

 
{
 

  
private
 
DList
 
_dlist
;

  

  
public
 
DListStack
()
 
{
 
_dlist
 
=
 
new
 
DList
();
 
}

  
public
 
void
 
push
 
(
Object
 
o
)
 
{

 
_dlist
.
insertTail
 
(
o
);

  
}

  

  
public
 
Object
 
pop
 
()
 
{

 
return
 
_dlist
.
removeTail
 
();

  
}

  

  
public
 
Object
 
top
 
()
 
{

 
return
 
_dlist
.
getTail
 
();

  
}

 
}

```